# София (шахматный турнир)
София «M-Tel Masters» — международный двухкруговой турнир по шахматам. Проводится с 2005 года.
В 2005 — 2007 годах турнир проходил в здании «Гранд Отеля Софии», в 2008 году в здании «Центрального военного клуба», в 2009 напротив национального театра имени Ивана Вазова в стеклянном павильоне.

## Победители в Софии
1. 2005 — Веселин Топалов (XX категория)
2. 2006 — Веселин Топалов (XX категория)
3. 2007 — Веселин Топалов (XIX категория)
4. 2008 — Василий Иванчук (XX категория)
5. 2009 — Алексей Широв (XXI категория)